# Drumline
Drumline is een Amerikaanse speelfilm uit 2002 geregisseerd door Charles Stone III. Het verhaal is geïnspireerd door het leven van Dallas Austin (een van de producenten van de film) en is geschreven door Tina Gordon Chism and Shawn Schepps. Het verhaal gaat over een jonge drummer uit New York, gespeeld door Nick Cannon en andere bandleden: onder andere gespeeld door Leonard Roberts, Zoë Saldana en Orlando Jones.
De film werd door bezoekers positief ontvangen. De film was een succes voor de bioscopen: er werd in de VS 56 miljoen dollar aan verdiend en in andere landen bijna 1,2 miljoen dollar.

## Verhaal
Het verhaal gaat over Devon Miles (Cannon), een tiener die net afgestudeerd is aan de middelbare school in New York. Na zijn afstuderen vertrekt hij naar Atlanta om naar de Atlanta A&T Universiteit te gaan. De universiteit is historisch een zwarte college dat enorm trots is op zijn fanfare. Devon werd persoonlijk uitgenodigd door dr. Lee (Jones), hoofd van de band, voor zijn wonderbaarlijke talent. De A&T-band scheidt zich van haar concurrenten af door zich te richten op de verschillende stijlen van muziek in plaats van het spelen van de op dat moment populaire muziek en door het "een band, een geluid"-concept. Aan het einde van het voorseizoen vindt er een auditie plaats voor een plek op het veld en Devon is de enige eerstejaars die het voor elkaar krijgt om een P1 te worden; het hoogste niveau. Devon heeft ook nog tijd voor een vriendin, een danseres van de A&T Panthers: Laila (Saldana).
Het college begint goed voor Devon, hij heeft een vriendin en een plek op het veld. Het wordt minder als Sean (Roberts), Devons percussieleider, zich steeds meer begint te ergeren aan Devons eigenwijze houding. Sean daagt Devon later uit om een solo te spelen in de eerste wedstrijd, Devon raakt in paniek en durft niet. Hij schaamt zich hiervoor en halverwege neemt hij de solo over en vernedert hij Sean. Dit leidt tot een bepaalde spanning in de Drumline die wordt verergerd wanneer president Wagner (Afemo Omilami)aan dr. Lee vertelt dat de muziek meer entertainment moet hebben. Gebeurt dit niet, dan verliest Dr. Lee zijn financiering. Dr. Lee wil Devon niet meer speeltijd geven omdat hij vindt dat Devon een verkeerde houding heeft en dat hij geen respect heeft. Devon wordt gedegradeerd tot P4 als Dr. Lee erachter komt dat hij geen noten kan lezen. Tijdens de homecoming gaat het fout. Tijdens de drumsolo gaat Devon op de snaredrum van een tegenstander spelen. Het hele veld gaat met elkaar vechten. Daarna heeft Dr. Lee hem uit de band gezet.
Devon gaat dan naar A&T's rivaal Morris Brown College, om te bespreken of hij volgend seizoen bij hun band kan spelen. Meneer Wade (J. Anthony Brown), Browns bandleider, zegt tegen Devon dat het niet uitmaakt dat hij geen muziek kan lezen, en waarschijnlijk krijgt hij een volledige studiebeurs en een goede positie in de Drumline. Wanneer Wade wil weten wat dr. Lee van plan is voor de BET Big Southern Classic (een grote concurrentie van college-banden), realiseert Devon zich dat zijn hart en eer nog steeds bij de A&T-band is. Hij verwerpt de beurs en keert terug naar de A&T.
Hoewel Devon nog steeds niet speelt voor de band, kan hij het drummen niet opgeven. Hij krijgt cassettes opgestuurd van zijn vader en daardoor krijgt hij nieuwe ideeën voor de Drumline. Nadat hij en Sean nog een laatste confrontatie hebben gaan ze samenwerken. De twee presenteren hun idee aan dr. Lee, en hij beslist dat het stuk gebruikt zal worden tijdens de Classic. Devon helpt de Drumline met het oefenen, en hij repareert zijn relatie met Laila.
Op de Classic tonen de banden een mix van populaire liedjes. Morris Browns band heeft zelfs rapper Petey Pablo gestrikt voor een optreden. A & T is niet geschrokken en voert een mix van retro en actuele geluiden op. Een gelijkspel resulteert en de Morris Brown en A&T drumlines moeten het uit gaan maken. Dr. Lee vertelt Devon dat hij mee mag spelen in deze battle. Zijn geloof in Devon is verbeterd, mede door al het harde werk dat hij heeft gedaan om de band klaar te stomen voor de Classic. Morris Brown gaat eerst en A&T reageert op de battle. In Morris Browns tweede cadans gaan ze net zoals in de Homecoming op de snaredrums van hun tegenstanders spelen, en daarna laten ze hun stokken vallen. De A&T-line beheert zich en spelen hun cadans en in het midden van de cadans laten ze ook hun stokken vallen. Maar alleen pakken ze een tweede set stokken en spelen ze verder. Op het einde laten ze deze stokken ook weer vallen, maar dan op de snaredrums van de Morris Brown Drumline. De jury beslist uiteindelijk dat A&T heeft gewonnen.

## Rolverdeling
| - Nick Cannon als Devon Miles - Orlando Jones als Dr. Lee - Leonard Roberts als Sean Taylor - Zoë Saldana als Laila - GQ als Jayson - J. Anthony Brown als Mr. Wade - Candace Carey als Diedre | - Von Coulter als Devon Miles Sr. - Angela E. Gibbs als Dorothy Miles - Brandon Hirsch als Buck Wild - Afemo Omilami als President Wagner - Earl C. Poitier als Charles - Shay Roundtree als Big Rob - Jason Weaver als Ernest |

## Filmmuziek
Het muziekalbum gemaakt door Dallas Austin en uitgebracht op 10 december 2002, en bereikte nummer 61 in de Billboards Top R&B/Hip-Hop Albums chart, nummer 10 op de lijst Top Soundtracks, en nummer 133 op de Billboard 200 in 2003. De nummers "I Want a Girl Like You," "Blowin' Me Up (With Her Love)," en "Club Banger" zijn allemaal uitgebracht als singles, waarvan JC Chasez' "Blowin' Me Up..." het meeste succes behaalde, namelijk nummer 24 op de Canadian Singles Chart, nummer 17 in de Top 40 Tracks, en nummer 14 in de Top 40 Mainstream.
| #  | Titel                            | Uitvoerder(s)                                            | Speelduur |
| -- | -------------------------------- | -------------------------------------------------------- | --------- |
| 1  | "D&K Cadence"                    | A&T Drumline "The Senate"                                | 0:28      |
| 2  | "Been Away"                      | Q "The Kid" feat. Jermaine Dupri                         | 3:50      |
| 3  | "I Want a Girl Like You"*        | Joe feat. Jadakiss                                       | 3:59      |
| 4  | "Blowin' Me Up (With Her Love)"* | JC Chasez                                                | 4:50      |
| 5  | "Club Banger"*                   | Petey Pablo                                              | 3:49      |
| 6  | "Faithful to You"                | Syleena Johnson                                          | 3:30      |
| 7  | "Butterflyz [Krucialkeys Remix]" | Alicia Keys                                              | 4:12      |
| 8  | "Uh Oh"                          | Monica                                                   | 3:39      |
| 9  | "My Own Thing"                   | Raheem DeVaughn                                          | 3:58      |
| 10 | "What You Waitin' For"           | Nivea                                                    | 3:35      |
| 11 | "Peanuts"                        | Nappy Roots                                              | 4:35      |
| 12 | "I'm Scared of You"              | Nick Cannon                                              | 4:00      |
| 13 | "Shout It Out"                   | Too $hort & Bun B                                        | 4:47      |
| 14 | "Let's Go"                       | Trick Daddy feat. Deuce Poppi, Tre + 6, and Unda Presha  | 4:11      |
| 15 | "Marching Band Medley"           | Bethune Cookman College Marching Band, A&T               | 4:04      |
| 16 | "The Classic Drum Battle"        | Morris Brown College Drumline, A&T Drumline "The Senate" | 4:04      |

(*): Uitgebracht op single